# Zophomyia clausa
Zophomyia clausa là một loài ruồi trong họ Tachinidae.